# Du Friedefürst, Herr Jesu Christ
Du Friedefürst, Herr Jesu Christ (BWV 116) ist eine Kirchenkantate von Johann Sebastian Bach. Er komponierte sie in Leipzig für den 25. Sonntag nach Trinitatis, den 26. November 1724.

## Geschichte und Worte
Bach schrieb die Kantate 1724 in seinem zweiten Kantatenzyklus von Choralkantaten für den 25. Sonntag nach Trinitatis und führte sie am 26. November 1724 erstmals auf.
Die vorgeschriebenen Lesungen waren 1 Thess 4,13–18  und Mt 24,25–28 , die „große Bedrängnis“. Der Kantatentext eines unbekannten Textdichters beruht ausschließlich auf dem Choral in sieben Strophen Du Friedefürst, Herr Jesu Christ von Jakob Ebert (1601), der in einer allgemeinen Beziehung zum Evangelium steht. Der Verfasser behielt die erste und letzte Strophe bei, dichtete die Strophen 2 bis 4 zu den entsprechenden Sätzen der Kantate um und die Strophen 5 und 6 zum fünften Satz der Kantate.

## Besetzung und Aufbau
Die Kantate ist gesetzt für vier Solisten, Sopran, Alt, Tenor und Bass, vierstimmigen Chor, Horn, 2 Oboe d’amore, zwei Violinen, Viola und Basso continuo.
1. Coro: Du Friedefürst, Herr Jesu Christ
2. Aria (Alt): Ach, unaussprechlich ist die Not
3. Recitativo (Tenor): Gedenke doch, o Jesu
4. Terzetto (Sopran, Tenor, Bass): Ach, wir bekennen unsre Schuld
5. Recitativo (Alt): Ach, laß uns durch die scharfen Ruten
6. Choral: Erleucht auch unser Sinn und Herz

## Musik
Der Eingangschor ist eine Choralbearbeitung, der Sopran singt die Melodie als cantus firmus in langen Noten, verstärkt vom Horn. Sie ist eingebettet in ein instrumentales Concerto mit Ritornellen und Zwischenspielen, die von der Solo-Violine dominiert werden. Die Behandlung der Unterstimmen ist textbedingt unterschiedlich. Die Zeilen 1 und 2 und die abschließende Zeile 7 sind als homophone Blöcke gesetzt, in den Zeilen 3 und 4 verlaufen die Unterstimmen in Imitation, in Zeilen 5 und 6 in belebter Bewegung.
Die Alt-Arie wird von der Oboe d’amore begleitet, die wie eine zweite vokale Stimme behandelt ist. Das folgende Rezitativ beginnt als secco, doch die Idee Gedenke doch, o Jesu, daß du noch ein Fürst des Friedens heißest! wird von einem Zitat der Choralmelodie im Continuo begleitet.
In einem Terzett, das in Bachs Kantaten selten vorkommt, wird das wir des Text Ach, wir bekennen unsre Schuld veranschaulicht. Es wird nur vom Continuo begleitet. Das folgende Rezitativ ist ein Gebet um ewigen Frieden, das von Streichern begleitet wird und in ein Arioso mündet.
Der Schlusschoral ist vierstimmig gesetzt.

## Einspielungen
LP/CD
- Bach Cantatas Vol. 5 – Sundays after Trinity II. Karl Richter, Münchener Bach-Chor, Münchener Bach-Orchester, Edith Mathis, Trudeliese Schmidt, Peter Schreier, Dietrich Fischer-Dieskau. Archiv Produktion, 1978.
- Die Bach Kantate Vol. 58. Helmuth Rilling, Gächinger Kantorei, Bach-Collegium Stuttgart, Arleen Augér, Helen Watts, Lutz-Michael Harder, Philippe Huttenlocher. Hänssler, 1980.
- J. S. Bach: Das Kantatenwerk – Sacred Cantatas Vol. 6. Nikolaus Harnoncourt, Tölzer Knabenchor, Concentus Musicus Wien, Knabensopran, Paul Esswood, Kurt Equiluz, Philippe Huttenlocher. Teldec, 1981.
- J. S. Bach: Complete Cantatas Vol. 12. Ton Koopman, Amsterdam Baroque Orchestra & Choir, Sibylla Rubens, Annette Markert, Christoph Prégardien, Klaus Mertens. Antoine Marchand, 2000.
- Bach Cantatas Vol. 9. John Eliot Gardiner, Monteverdi Choir, English Baroque Soloists, Katharine Fuge, Nathalie Stutzmann, Christoph Genz, Gotthold Schwarz. Soli Deo Gloria, 2000.
- J.S. Bach: Cantatas Vol. 28. Masaaki Suzuki, Bach Collegium Japan, Yukari Nonoshita, Robin Blaze, Makoto Sakurada, Peter Kooij. BIS, 2004.

DVD
- Du Friedefürst, Herr Jesu Christ. Kantate BWV 116. Rudolf Lutz, Chor und Orchester der J. S. Bach-Stiftung, Miriam Feuersinger (Sopran), Elvira Bill (Alt), Julius Pfeiffer (Tenor), Stephan MacLeod (Bass). Samt Einführungsworkshop sowie Reflexion von Heidi Tagliavini. Gallus Media, 2016.[3]